# 清少納言
清 少納言（せい しょうなごん、旧字体：淸 少納󠄁言、康保3年頃〈966年頃〉 - 万寿2年頃〈1025年頃〉）は、平安時代中期の女房、作家、歌人。随筆『枕草子』は平安文学の代表作の一つ。歌人としては中古三十六歌仙、そして女房三十六歌仙の一人でもある。

## 名前
正確な生没年や本名は不明である。生没年は、岸上慎二による推定である。本名については、江戸時代の国学者・多田義俊は『枕草紙抄』において清原諾子（きよはら の なぎこ）としているが、根拠は示されていない。この『枕草紙抄』は考証家・伊勢貞丈の遺稿集『安斎小説』にそのまま引かれたため、貞丈の著作として広まった。ただし、貞丈は義俊について「偽を好む癖あり。豪傑なる者なれども其偽大瑕なる可惜哉。彼が著述の書、引書疑しき者多し。」と述べており、また『枕草紙抄』以外の書物に諾子という名前は確認されていない。「清少納言」は宮中での女房名で、「清」は清原姓に由来するとされている。「少納言」は官職少納言に由来するものと見られるが、当時女房名に官職名を用いる場合は父親や近親者がその官職にあることが通例であった。清原氏の近い親族で少納言職を務めたものはおらず、｢少納言｣の由来は不明である。研究者は以下のような推察を行っている。
- 女房名に「少納言」とあるからには必ずや父親か夫が少納言職にあったはずであり、同時代の人物を検証した結果、父の清原元輔とも親交があった藤原元輔の息子・信義と一時期婚姻関係にあったと推定する角田文衞説[4]。
- 藤原定家の娘・因子が先祖の長家にちなみ「民部卿」の女房名を後鳥羽院より賜ったという後世の事例を根拠に、少納言であり能吏として知られた先祖の清原有雄を顕彰するために少納言を名乗ったとする説[3]
- 花山院の乳母として名の見える少納言乳母を、清少納言の夫・橘則光の母・右近尼の別名であるとし、義母の名にちなんで名乗ったとする説[5]
- 岸上慎二は、例外的に親族の官職によらず定子（藤原定子）によって名づけられた可能性を指摘している。後世の書ではあるが「女房官品」に「侍従、小弁、少納言などは下臈ながら中臈かけたる名なり」とあり、清原氏の当時としては高からぬ地位が反映されているとしている[6]。

## 出自
父の清原元輔は、受領などを務める下級貴族であったが、『万葉集』の読解と『後撰和歌集』の選者（梨壺の五人）を務めた著名歌人として知られていた。曽祖父（系譜によっては祖父）は『古今和歌集』の代表的歌人である清原深養父。兄弟姉妹に、雅楽頭為成・太宰少監致信、花山院殿上法師戒秀、および藤原理能（道綱母の兄弟）室となった女性がいる。
鎌倉時代に書かれた『無名草子』などに、｢檜垣の子、清少納言｣として母を『後撰和歌集』に見える「檜垣嫗」とする古伝があるが、実証する一級史料は現存しない。檜垣嫗自体が半ば伝説的な人物であるうえ、元輔が檜垣嫗と和歌の贈答をしていたとされるのは最晩年の任国である肥後国においてであり、清少納言を彼女との子であるとするには年代が合わない。

## 経歴
生年は康保元年（964年）（北村季吟説）、天禄元年（970年）（坂元三郎説）、天禄2年（971年）（関根直道説）などの推定があったが、息子・橘則長を出産した際に17歳程度とし逆算して康保3年頃（966年）とする岸上慎二説が発表されて以来、ほぼ定説となっている。これに従えば、元輔が59歳頃の所生となる。
天延2年（974年）、父・元輔の周防守赴任に際し同行、4年の歳月を今の山口県防府市にて過ごす。
天元4年（981年）頃、藤原斉信の家司・橘則光と結婚した。『今昔物語集』『宇治拾遺物語』では則光は武勇に優れ世の評判も高い人物として語られており、『金葉和歌集』にも詠歌が入選しているが、『枕草子』八〇段では少納言の謎かけにも気づかず、和歌も極端に嫌う人物であると描写されている。一子・橘則長を生むものちに夫婦関係は破綻している。しかし、その関係が完全に解消されたわけではなく、清少納言が定子（藤原定子）に出仕した頃も則光とは妹（いもうと）背（せうと）の仲で宮中公認だったとされる。『枕草子』八〇段によれば「何ともなくて、 すこし仲あしうなって（なんとなく仲が悪くなり）」、則光が遠江介となった長徳4年（998年）頃には疎遠となっていたとされる。則光との関係破綻後、父元輔の友人で、山城守・摂津守を歴任した藤原棟世と再婚し、娘・小馬命婦を儲けた。『紫式部日記』に見える小馬を清少納言の娘とすると、棟世と清少納言の結婚は、定子後宮出仕以前となる。
一条天皇の時代、正暦4年（993年）冬頃から、私的な女房として中宮・藤原定子に仕えた。博学で気が強い彼女は、定子の恩寵を被り、一条院内裏の北の二の対に、局として小廂を賜っている。『枕草子』「二月つごもりごろに」106段では、源俊賢が清少納言の機知を賞賛して「なほ内侍（掌侍）に奏してなさむ 」と語ったとある。このことから角田文衛は、清少納言の職階を命婦と推定した。
漢学にも通じ、『枕草子』 第197段、第299段の「香炉峰の雪」のエピソードは白居易の『白氏文集』の詩をもとにしたエピソードである。また第8段では『蒙求』などに引かれる前漢の丞相・于定国が門を広く作ったことを踏まえた会話を行っている。特に恋人ともされる藤原実方（? - 998年）との贈答が知られる。
長保2年（1000年）に定子が出産時に亡くなってまもなく、清少納言は宮仕えを辞した。古伝には淑景舎、御匣殿、上東門院などへの出仕説もあるが明確な根拠はなく疑わしい。その後の清少納言の人生の詳細は不明だが、家集など断片的な資料から、いったん再婚相手・藤原棟世の任国摂津に下ったと思われ、『清少納言集』の異本には内裏の使いとして蔵人・源忠隆が摂津に来たという記録がある。角田文衛はこの使者は、清少納言に定子の遺児の媄子内親王、脩子内親王の養育を要請したものと推定している。清少納言は再出仕し、紫式部らと接触があったとする説であり、清少納言と紫式部は面識がないとする従来説とは一線を画すものであるが、面識があった、あるいはなかったとしてもこれを裏付ける史料はなく、『紫式部日記』の清少納言評が唯一の文献である。
寛仁元年3月8日（1017年4月7日）夕刻に「六角福小路(富小路)」にあった兄・清原致信の自邸にいたところ、致信が源頼親によって殺害されるという事件が発生している。『古事談』においてはその場に清少納言も同座していたとされるが、殺害の実行犯は頼親ではなくその兄の源頼光の指示を受けた頼光四天王であったとされていて史実との相違がみられる。
老後の動静は不明だが、『赤染衛門集』に、「元輔が昔住みける家のかたはらに清少納言住みしころ」、『大納言公任集』に「清少納言が月の輪にかへり住むころ」の詞書を持つ詠歌がある。『元輔集』『能宣集』などの詞書より父の清原元輔が桂、夫の藤原棟世が「月の輪」と呼ばれた地にそれぞれ山荘を所有していたことが推定されており、老後はこれらの地に隠棲していたことが想定される。「月の輪」の正確な比定地は不明であり、後述の泉涌寺付近とする岸上説に加え、洛東の「月林寺(現・曼殊院)」後藤祥子説、洛西「月輪寺」萩谷朴説がある。

### 邸宅
- 暗殺された同母兄・清原致信の邸宅「六角福小路(富小路)」に事件当時滞在(『古事談』「清少納言、開を出す事」)[18]
- 桂の父清原元輔別業の隣。(『赤染衛門集』「元輔が昔住みけるかたはらに、清少納言住みし頃」)
- 月の輪(『公任集』「清少納言の月の輪に帰り住む頃」)

## 和歌
中古三十六歌仙・女房三十六歌仙の一人に数えられ、42首の小柄な家集『清少納言集』が伝わる。『後拾遺和歌集』以下、勅撰和歌集に15首入集。清少納言が残したとされる歌は田中重太郎によると約62首である。
父の清原元輔は歌壇の巨匠であったが、『無名草子』ではその子にふさわしい歌を持っているとは評価されていなかった。本人も『枕草子』「うらやましげなるもの」で「手よく書き、歌よく詠みて、もののをりごとにもまつ取り出でらるる」人を羨ましいとしており、自らの歌才を高く評価してはいなかった。「五月の御精進のほど」章段では、「有名歌人の子であれば人より優れ、あの時にはこんな歌を詠んだ、さすがは誰それの子であると語られるようであれば甲斐もあるが、歌がうまいと思い込み、少しの良い点もない歌を我こそはと最初に詠み出すようなことがあれば亡き父の名誉にも障る」と詠歌御免を願い、定子もそれを許したエピソードが綴られている。
藤原行成と交わされたとされる歌である「夜をこめて 鳥のそら音は はかるとも よに逢坂の 関はゆるさじ」の歌は、藤原定家の選じた小倉百人一首に採られている（62番。61番の伊勢大輔に続いて百人一首では当代歌人の最後に位置し、68番に来る三条院とともに疑問の残る序列となった）。
京都市東山区の泉涌寺にこの歌の歌碑がある。昭和49年（1974年）、当時の平安博物館館長・角田文衞の発案によって歌碑が建立された。建立当時は、岸上慎二説によって、（定子皇后の鳥辺野陵にほど近く）嘗てここに清原元輔の山荘があり、晩年の清少納言が隠棲したとされていた。しかし、この地が月の輪と呼ばれるようになったのは、月輪殿と称された九条兼実がこの地に隠棲して以降である。

## 清女伝説

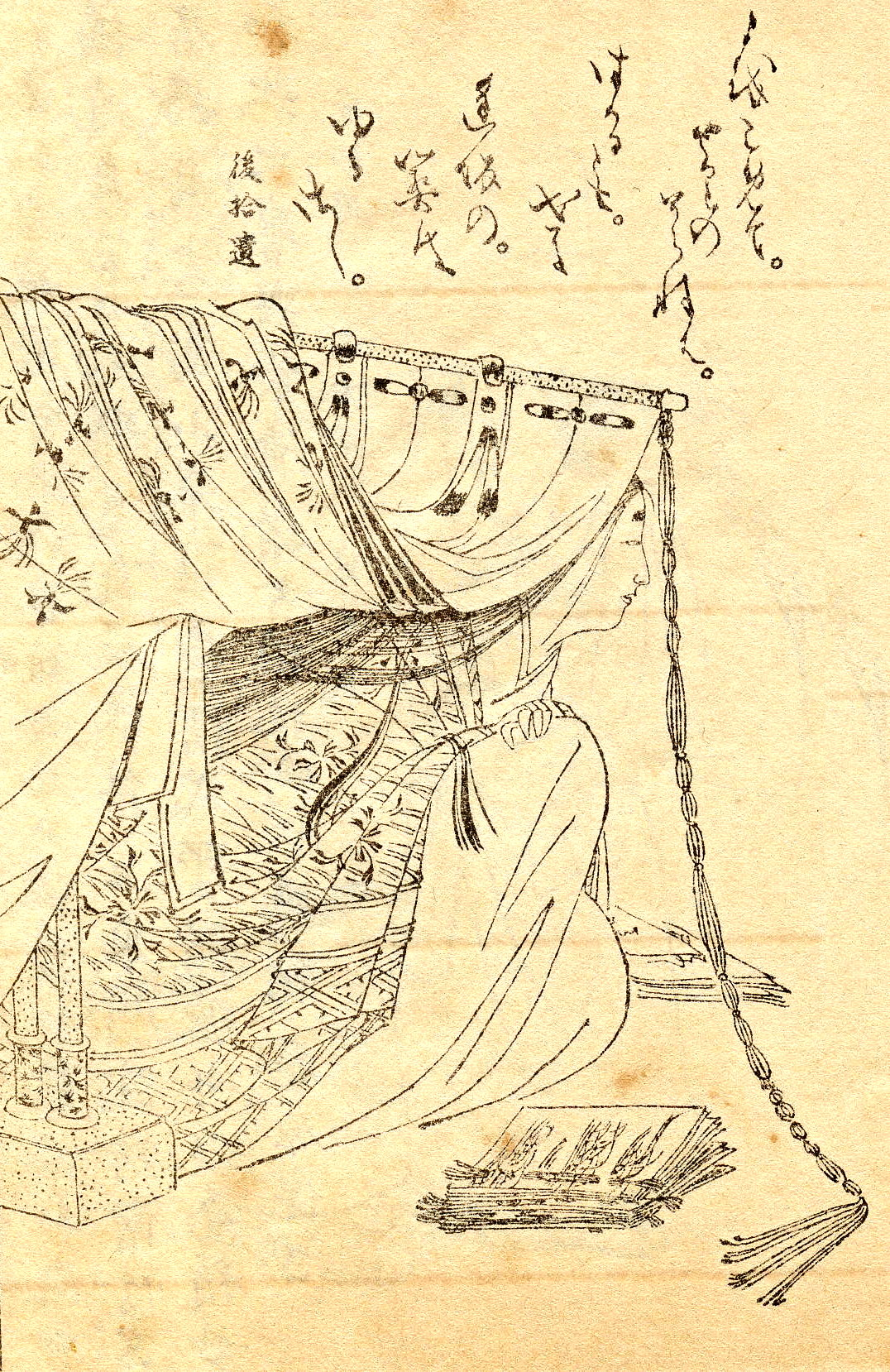
清少納言（菊池容斎画、明治時代）

鎌倉時代に書かれた評論書『無名草子』には係累もなく乳母子について田舎に下り、みすぼらしい姿で過去を懐かしんでいたという話、説話集『古事談』には、すっかり壊れてしまった清少納言邸の前を牛車で通りかかった公達が「清少納言もずいぶん落ちぶれたものだ」と漏らすと、鬼のような尼姿となった清少納言が「駿馬の骨を買う者はいないのか」と『戦国策』を踏まえて切り返したという記事（第2臣節56「零落したる清少納言秀句の事」）や、兄の清原致信が討たれた際、僧形であったため巻き添えにされそうになり陰部を示し女性であることを証明したという話（第2臣節57「清少納言開を出だす事」）など、落魄説話が掲載されるようになった。
角田文衛は定子の遺児・脩子内親王、定子の弟である藤原隆家、所生の子女である橘則長や小馬、出仕時に交流を持っていた藤原斉信や藤原行成、藤原公任などが健在であった以上、老残の状態を放置され零落したとは到底考えられないと断じている。
一方、藤原斉信や藤原行成などの出仕時の交流は「清少納言は美人でこそなかったが、伊周に勢力のあった間はかなりに男を食い散らかしている。男にとっては才気よりも美貌の方がよい。一生連れ添うというなら考えもするが、もとより慰み半分の筋である。清少納言の勢力を利用しようという男の多かったことを意味する(『大日本閨門史』)」とあり、実際に藤原行成の権記には自身の年下の妻への深い愛情が書かれているだけで、斉信などの男性の史料にも清少納言は一切登場しない。
また全国各地に清少納言が訪れたという伝説がある。鎌倉時代中期頃に成立したと見られる『松島日記』と題する紀行文が清少納言の著書であると信じられた時代もあったが、江戸時代には本居宣長が『玉勝間』において偽書と断定している。
鳴門市里浦の天塚堂の由緒書によると、定子の死後、父の一族や知人をたよって、父が領主をしていたことがある里浦へ移り、住居を構えたと推測され、ここより海路で善通寺や金毘羅宮へ参詣し、その近くに「清少納言・衣掛けの松」があるという。万寿3年（1026）60歳の時に亡くなり、居住の地である里浦に墓が建立された。

### 伝墓所
- 天塚（徳島県鳴門市里浦町里浦坂田） - 比丘尼の姿で阿波里浦に漂着し、その後辱めを受けんとし自らの陰部をえぐり投げつけ姿を消し[23]、尼塚という供養塔を建てたという[24]。
- 清塚（香川県琴平金刀比羅神社大門） - 清塚という清少納言が夢に死亡地を示した「清少納言夢告げの碑」がある。
- 京都市中京区新京極桜ノ町 - 風流と情愛にのみ生きて仏道を顧みることがなかったが、ある時訪れた誓願寺において発心を起こし出家、庵を結び内裏よりの出仕の要請も断り仏事に専念して往生を遂げたという。
- 月輪寺－京都市右京区嵯峨月ノ輪町清瀧。父・清原元輔、菅原道真、月輪殿九条兼実とともに墓所あり[25]。

## 評価
『枕草子』には、清少納言に関する陰口が広まり、それを信じた藤原斉信が一時期「なぜあんな者を一角の人物と思って褒めてきたのだろうか」と殿中で述べていたという記述がある。また源俊賢が清少納言の返答に感心し、内侍の役職につけてもらうよう天皇に願おうとしたという記述もある。『栄花物語』「とりべ野巻」では、清少納言は藤原道隆没後の定子の宮廷をなお盛り立て、その風流を忘れがたい公達が落ち目であったにもかかわらず定子後宮を訪れたことが語られている。
また『枕草子』の賀茂斎院の御禊の行列の見物のエピソードには「隙間なく牛車が立ち並んでいるところに、有力貴族家たちの牛車がぞろぞろやってきて、先に駐まっている牛車たちをどんどん追い払い主人と女房たちの牛車まで駐めさすのは大変すばらしいもの」と有力貴族家による理不尽な暴力を清少納言が「いとめでたけれ」と賞賛している。これについて国文学者の勝俣隆は、「身分制度の厳しい平安時代にあっては、（中略）高貴な身分に相応しい行いとしてむしろ褒め讃えられるべきことだった」としている。
一方で紫式部は『紫式部日記』において「清少納言こそ、したり顔にいみじう侍りける人。さばかり賢しだち真名書きちらして侍るほども、よく見れば、まだいと堪へぬことおほかり。かく人に異ならむと思ひこのめる人は、かならず見劣りし、行末うたてのみはべれば（清少納言という人はとても自慢げにしている人です。賢そうに漢文など書いていますが、よく見れば粗が多いものです。このような人と変わったことを好む人は、必ず失敗し、行く末も危ないものです）」と酷評している。
鎌倉時代に書かれた『無名草子』では「枕草子に中宮定子の素晴らしかった頃の出来事のみを書き立て、中関白家の没落については全く言及しないのは、清少納言の素晴らしい心がけによるもの」と称賛し、『十訓抄』においては香炉峰の雪の章段を引き「優れた心ざまを持ち、折につけてのふるまいも素晴らしいことが多かった」と、同時代に数多くいた優れた女房達の筆頭に置いて激賞している。
江戸時代には北村季吟筆とされる『女郎花物語』や浅井了意筆とされる『本朝女鑑』といった歴史上の女性の事績をまとめた仮名草子が執筆され、のちに女訓物、女子用往来などの女性用の教育書も盛んに出版されたが、それらにおいて清少納言は紫式部などとともに賢婦の例として長く称賛された。国学者・安藤為章が著書『紫家七論』において、「清少納言は才気狭小で賢しらな態度は憎らしく、紫式部とは並べて論ずることもできない」と酷評した例はあるが、教育書、注釈書の類においては基本的に平安末期～江戸時代を通じて清少納言と紫式部、『枕草子』と『源氏物語』については両者について並称し、優劣を付けず論ずることが通例であった。
明治時代に入ると近代的な国文学研究が盛んになったが、その初期の集成である『日本文学史』において、著者の三上参次は『源氏物語』と『枕草子』の文学的価値の高さは認めた上で、著者の人間性については紫式部はその温柔・貞淑といった女徳の高さが作風にも現れていると称賛しつつ、清少納言は自己に対する慎みがなく、才学を誇っていると非難している。また女性運動の高まりとともに紹介された「新しい女」の概念がやがて揶揄的・嘲笑的に使われるようになると、清少納言をこれに当てはめヘッダ・ガブラーになぞらえて非難するといった評論さえ現れるようになった。一方与謝野晶子のように新しい時代の女性の規範として称揚する者もいた。
明治時代以降の清少納言の人物評は主に紫式部と対比する形で成されるのが常となり、また枕草子論がそのまま清少納言論になる傾向も存在した。その多くは女性は穏健、従順たるべしという封建的な観点により紫式部を評価し清少納言を奔放・高慢として非難するものであった。田辺聖子は『枕草子』を小説化した『むかし・あけぼの』（1983年）の執筆に当たって研究書に目を通したが、清少納言の自己顕示欲を嫌った評論家や研究者が「信じられないような冷評」を行っているとし、中には「感情的な文章で罵倒する評論家もあった」と述べている。国文学者藤岡作太郎は「多くの記事は自讃に充ちて、清少納言が驕慢の性を表せり」と、「『艷容麗色』ならざるがゆえに（美人ではなかったために）」学識を誇っていると評し、評論家の中野孝次は「一言でいって実にいやな女」であり、『枕草子』も「あさはかな古典」であると述べている。こうした傾向は1970年代ごろまで続いた。

## 関連作品
映画
- 『ピーター・グリーナウェイの枕草子』（1996年、監督：ピーター・グリーナウェイ、演：吉田日出子）
- 『千年の恋 ひかる源氏物語』（2001年、監督：堀川とんこう、演：森光子）

アニメ映画
- 『マイマイ新子と千年の魔法』（2009年、監督：片渕須直、声：森迫永依）
- 『つるばみ色のなぎ子たち』（2025年公開予定、監督：片渕須直）

テレビドラマ
- 『女人連祷』（1958年、CBCテレビ、演：森孝子）
- 『光る君へ』（2024年1月7日 -、NHK大河ドラマ、演：ファーストサマーウイカ）
  - 役名はききょうとなっている。

テレビ番組
- 『まんがで読む枕草子』（1988年 - 1989年、NHK、演：鳥越マリ）
- 『歴史秘話ヒストリア』第174回「「春はあけぼの」の秘密 〜清少納言 悲しき愛の物語〜」（2014年4月2日、NHK、演：上原多香子）

舞台
- 『紫式部ダイアリー』（演出：三谷幸喜、2014年11月、PARCO劇場、演：斉藤由貴）

漫画
- 『姫のためなら死ねる』（くずしろ、2010年-）
- 『暴れん坊少納言』（かかし朝浩、2007年-2010年）
- 『春はあけぼの殺人事件』（大和和紀、2007年）
- 『超訳百人一首 うた恋い。3』（杉田圭）
- 『清少納言と申します』（PEACH-PIT、2019年-）

小説
- 『清少納言 梛子』シリーズ（藤原眞莉）- 『姫神さまに願いを』シリーズの番外編のさらに番外編。
- 『月の輪草子』瀬戸内寂聴著（2012年 講談社 / 2015年 講談社文庫）
- 『はなとゆめ』冲方丁著（2013年11月 KADOKAWA / 2016年7月 角川文庫）